# Santa Montefiore

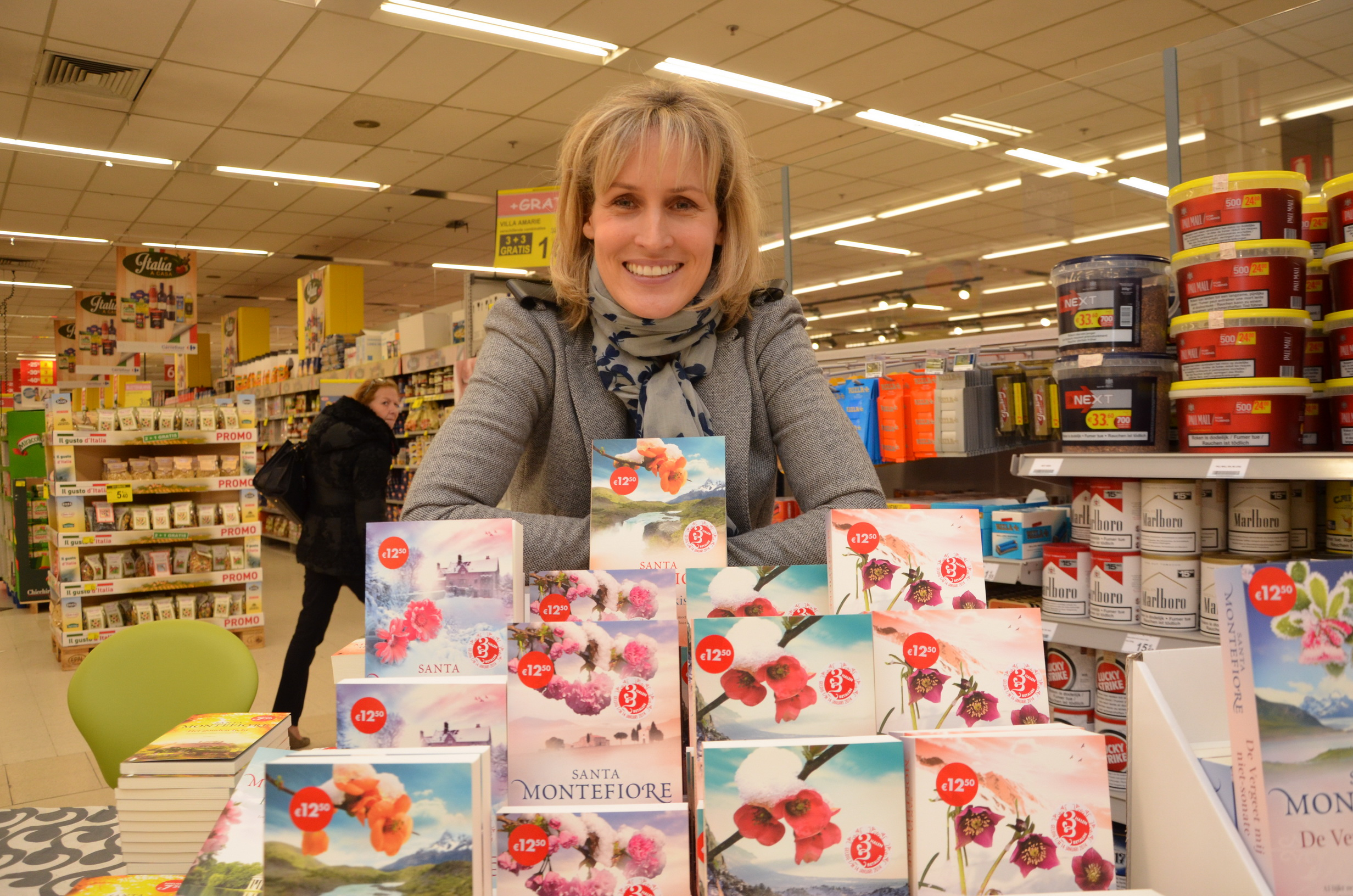
Santa Montefiore (2013)

Santa Montefiore (* 2. Februar 1970 in Winchester, als Santa Palmer-Tomkinson) ist eine britische Schriftstellerin.

## Leben
Montefiore hatte zwei Geschwister, das 2017 verstorbene It-Girl Tara Palmer-Tomkinson und einen Bruder mit dem Namen James Palmer-Tomkinson. Montefiore ist die Tochter von Charles Palmer-Tomkinson und Patricia Palmer-Tomkinson. Ihre Mutter ist von anglo-argentinischer Abstammung. Ihr Vater hat sein Heimatland (England) bei den Olympischen Winterspielen von 1964 im Skifahren vertreten. Zudem ist ihr Vater dafür bekannt, seit Jahrzehnten mit König Charles III. befreundet zu sein.
Montefiore hat seit 2002 zahlreiche Bücher publiziert, die teilweise hohe Auflagen erreichten und in mehrere Sprachen übersetzt wurden. Dabei handelt es sich meist um Liebesromane, die sich an ein überwiegend weibliches Publikum richten.
Santa Montefiore ist mit dem Historiker und Autor Simon Sebag Montefiore verheiratet und hat mit ihm zwei Kinder, Lily und Sasha. Vor der Heirat konvertierte sie zum Judentum.

## Werke
- Der Geisterbaum (2003)
- Das Schmetterlingskästchen (2004)
- Das Zauberlied (2005)
- Das Liebesrätsel (2007)
- Das Schwalbenhaus (2008)
- Im Meer der Gefühle (2009)
- Der Zypressengarten (2013)
- Sturmküste (2014)